# Accademia degli Apatisti
L’Académie des Apatisti (« libres de passions »), formée vers 1631 par Agostino Coltellini, est une société savante italienne.

## Histoire
Agostino Coltellini fonda en 1631 à Florence l’Académie des Apatisti, dont le principal promoteur fut, après lui, Benedetto Fioretti. L'Académie comptait parmi ses membres, entre autres, Francesco Cionacci, Benedetto Menzini, Carlo Roberto Dati, Benedetto Buonmattei. Contrairement à la Accademia della Crusca et à l'Académie florentine, l'Académie des Apatisti était ouverte aux étrangers de passage et permettait d'organiser l'échange savant et mondain avec les Toscans. L’Académie des Apatistes était aussi la seule à Florence à admettre des femmes. Elle comptait parmi ses membres étrangers Jean Chapelain, Nicolas Sténon, Nicolas Heinsius et Gilles Ménage. Le poète anglais John Milton, arrivé à Florence en juillet 1638, fut reçu chez les Apatistes.
L’Académie avait prévu d’élire les princes par acclamation. En 1783, le Grand Duc Pierre-Léopold de Habsbourg-Lorraine décide la fusion des trois principales sociétés savantes de Florence, l'Académie della Crusca, l'Académie florentine et l'Académie des Apatisti, en une nouvelle académie baptisée Académie florentine. L'Académie des Apatisti fut donc supprimée par motu proprio du 7 juillet 1783.